# Decreto del Incendio del Reichstag
El Decreto del Incendio del Reichstag (en alemán: Reichstagsbrandverordnung), cuyo nombre oficial fue Decreto del Presidente del Reich para la Protección del Pueblo y del Estado (en alemán: Verordnung des Reichspräsidenten zum Schutz von Volk und Staat), fue una norma legal alemana emitida el 28 de febrero de 1933 por el entonces presidente de Alemania, el mariscal Paul von Hindenburg, en respuesta directa al incendio del Reichstag. De hecho, la norma fue aprobada por presión del entonces canciller de Alemania, Adolf Hitler, como respuesta al incendio ocurrido en la noche del día anterior, el 27 de febrero.
Esta norma dejaba sin efecto en Alemania a diversos derechos ciudadanos que estaban consagrados en la Constitución de Weimar; a ello se une que este mismo decreto fue luego utilizado por el Partido Nazi como base legal para arrestar a todo individuo opositor al régimen y para prohibir las publicaciones contrarias al nazismo. De este modo, el decreto sirvió como herramienta importante de consolidación del gobierno nazi en tanto podía usarse para reprimir eficazmente a sus opositores.

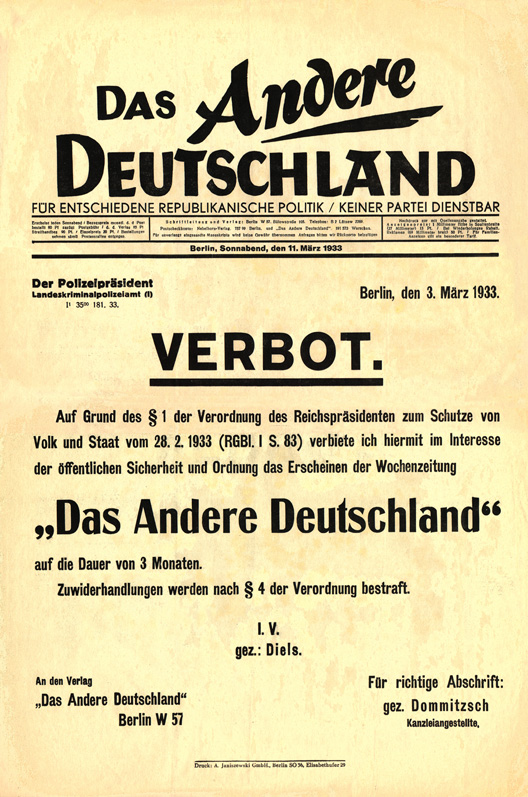
El semanario pacifista Das Andere Deutschland ('La otra Alemania') publica su edición final en marzo de 1933, señalando a sus lectores que la publicación del propio periódico queda prohibida por el jefe de la Policía de Berlín en base al Decreto del Presidente del Reich para la Protección del Pueblo y del Estado.

## Creación del decreto
El 30 de enero de 1933 Adolf Hitler había asumido el cargo de canciller de Alemania, después que el Partido Nazi obtuviese una mayoría simple (no absoluta) en el Reichstag tras las elecciones parlamentarias de noviembre de 1932. Una de las primeras medidas de Hitler fue presionar al presidente de Alemania, el octogenario mariscal Paul von Hindenburg, para disolver el Reichstag y convocar nuevas elecciones parlamentarias el 5 de marzo de 1933.
No obstante, a las 22 horas del día 27 de febrero ocurrió el incendio del Reichstag en Berlín, donde el fuego destruyó por completo las instalaciones del enorme edificio que albergaba la sede parlamentaria. Tal suceso fue señalado por el Partido Nazi como «prueba» de una proyectada insurrección dirigida por el Partido Comunista de Alemania (KPD), llegando a sostener que los comunistas y sus seguidores planeaban empezar una guerra civil en Alemania para ocupar el gobierno, generando así una enorme corriente de temor entre las masas.
El texto del decreto fue elaborado por líderes nazis que ocupaban cargos en el Ministerio del Interior de Prusia, dirigidos por Hermann Göring, y fue presentado al gabinete presidido por Hitler ese mismo día. Luego de ello el mismo Hitler insistió ante el presidente von Hindenburg que el incendio del Reichstag constituía sin duda alguna una señal de «peligrosa insurrección comunista» y que era necesaria una «lucha sin miramientos» contra el partido comunista. 
Ante la insistente presión de Hitler y su gabinete, el senil presidente von Hindenburg -sin apoyos parlamentarios y asustado ante una amenaza de guerra civil- aceptó el pedido de los nazis y dio fuerza legal al decreto invocando el artículo 48 de la Constitución de Weimar, que permitía al presidente de Alemania tomar toda medida necesaria para «salvaguardar la seguridad pública». El decreto fue promulgado y publicado ese mismo día.

## Contenido del decreto
El decreto contenía seis artículos. El artículo 1 suspendía «hasta nuevo aviso» el ejercicio del derecho a la libertad de expresión, la libertad de prensa, la libertad individual de la persona, la libertad de asociación, la libertad de reunión y el secreto de las comunicaciones, mientras a la vez permitía a las autoridades practicar arbitrariamente registros de domicilios o de oficinas, confiscar toda especie de bienes privados y ejecutar otras restricciones a la propiedad. 
Los artículos 2 y 3 otorgaban al Gobierno del Reich todas las facultades propias de los Länder de Alemania, establecidos por la Constitución de Weimar, en cuanto a asumir por todos los medios la «custodia de la seguridad pública», vulnerando de este modo las autonomías locales previstas por la Constitución aun vigente. Los artículos 4 y 5 fijaban penas severas para los actos contrarios a la seguridad pública, desde multas por 15 000 Reichsmark hasta penas de cárcel mayores a las fijadas hasta entonces por el Código Penal (el cual quedó ampliamente modificado para aumentar drásticamente diversas penas), incluyendo la pena de muerte para quienes causaran daños a bienes públicos o quienes «opusieran resistencia a autoridades del Reich».
Finalmente, el artículo 6 determinaba que el decreto entraba en vigencia en todo el territorio de Alemania y con efecto retroactivo, lo que permitió aplicar la pena de muerte al supuesto causante del incendio del Reichstag, el neerlandés Marinus van der Lubbe (quien fue procesado, condenado a muerte y ejecutado el 10 de enero de 1934), y construir los primeros campos de concentración.

## Consecuencias
El decreto fue sustento legal para el arresto de numerosos miembros del Partido Comunista de Alemania (KPD), pero también de otros opositores al régimen nazi; a ello se unió la ocupación policial de todos los locales del mismo partido, la supresión de su prensa, así como la prohibición de sus manifestaciones públicas y asambleas. Pese a ello, algunos Länder como Baviera y Sajonia no tenían aún sus Gobiernos controlados por el NSDAP y rehusaban ejecutar arrestos masivos de comunistas. 
A pesar de ello, el entonces ministro en el gabinete de Hitler, Hermann Göring, controlaba también el Ministerio del Interior de Prusia (el estado federal más extenso de Alemania en su época) con lo cual logró arrestar a casi diez mil individuos en pocos días; de hecho el mismo Göring reclamó a sus subordinados el 3 de marzo que era necesario también el arresto de «posibles simpatizantes comunistas», lo cual permitía aplicar el decreto a prácticamente todo probable opositor al régimen nazi.
Se cree que el decreto del 28 de febrero deliberadamente mantuvo cierta ambigüedad en su texto, para permitir así su libre aplicación contra cualquier especie de opositores al régimen nazi, sin importar su partido de origen, pues la norma no mencionaba expresamente contra qué tipo de «opositor» estaba dirigida. 
En las elecciones al Reichstag del 5 de marzo el control de la policía y la administración del Estado, así como la violencia y la intimidación, permitieron al NSDAP conseguir un porcentaje mayor de votos (el 44 %) y debilitar a los partidos opositores que aún subsistían en el Reichstag (como el SPD, KPD y el Zentrumspartei). 
Con tal resultado electoral el NSDAP logró la aprobación en el Reichstag de la denominada «ley habilitante» el 23 de marzo, la cual otorgó una cuota desmesurada de poder sin contrapesos al cargo del Reichskanzler, puesto ocupado por Adolf Hitler, instaurando en la práctica una dictadura en Alemania.